# 独立宫 (阿斯塔纳)
独立宫位于哈萨克斯坦首都努尔-苏丹，是努尔-苏丹的地标建筑之一。独立宫在2007年12月26日开工建设，2008年12月15日举行揭幕仪式。独立宫外表为天蓝色，主体建筑有三层，设有会议厅、宴会厅、新闻中心、礼堂、美术馆、博物馆、努尔-苏丹城市博物馆，可以举办会议、展览和演出活动。哈萨克斯坦独立宫举办的活动包括总统就职典礼、上海合作组织成立10周年纪念峰会等。

## 建设
独立宫的主承包商是土耳其的塞姆波尔建设公司（Sembol İnşaat）。两家土耳其的建筑公司参加了工程，即居尔泰金建筑公司（Gültekin Architecture）和利内阿图萨武尔建筑公司（Linea Tusavul）。工程在2007年12月26日开工。由于施工偏慢，独立宫的揭幕日期两度推迟。起初，塞姆波尔公司承诺在2008年7月6日让建筑投入使用。7月6日是哈萨克斯坦的首都日，也是哈萨克斯坦总统纳扎尔巴耶夫的生日。后来，揭幕日期推迟到了10月25日，即哈萨克斯坦的共和国日。然而，独立宫仍然无法按期揭幕。最终，独立宫在2008年的12月15日举行了揭幕仪式。总统宫建设大约花费1,000万美元。

## 建筑
独立宫占地面积超过60,000平方米。独立宫前建有高91米的大理石柱，91米象征哈萨克斯坦在1991年取得独立。主体建筑为天蓝色，分为三层。
独立宫一层融合了民族风格和现代风格。一层包括3082座的会议厅、268座的礼堂、220座的新闻中心以及餐厅。餐厅宽敞，有舞台和音响设备，可容纳678人就餐。独立宫的二层设有当代艺术馆，这里举办哈萨克斯坦国内外各种艺术风格的展出。二层还有考古博物馆、实用艺术与民族学博物馆、人类学博物馆。考古博物馆收藏的古代文物包括金人、萨尔马提亚武士、刻石等。实用艺术与民族学博物馆的展品有哈萨克斯坦各民族的服饰、珠宝、武器、乐器、毛毯等。此外，还藏有18世纪和19世纪的艺术品和当代作品。独立宫的三层是努尔-苏丹城市博物馆。努尔-苏丹城市博物馆使用最新技术展示努尔-苏丹城市的历史。博物馆有49座的4D影院，另有3600电影院。影院放映反映努尔-苏丹历史的影片。博物馆的模型厅展示2030年努尔-苏丹的建设规划。